# Okręg wyborczy nr 32 do Sejmu Rzeczypospolitej Polskiej (1991–1993)
Okręg wyborczy nr 32 do Sejmu Rzeczypospolitej Polskiej (1991–1993) obejmował województwo nowosądeckie. W ówczesnym kształcie został utworzony w 1991. Wybieranych było w nim 7 posłów w systemie proporcjonalnym.
Siedzibą okręgowej komisji wyborczej był Nowy Sącz.

## Wybory parlamentarne 1991
Głosowanie odbyło się 27 października 1991.
| Komitet wyborczy                                      | Komitet wyborczy                                                  | Głosów | %     | Mandaty | Wybrani posłowie           |
| ----------------------------------------------------- | ----------------------------------------------------------------- | ------ | ----- | ------- | -------------------------- |
|                                                       | Porozumienie Obywatelskie Centrum                                 | 38 064 | 16,15 | 1       | Lech Kaczyński             |
|                                                       | Porozumienie Ludowe                                               | 31 227 | 13,25 | 1       | Zygmunt Berdychowski       |
|                                                       | Związek Podhalan                                                  | 26 744 | 11,35 | 1       | Andrzej Gąsienica-Makowski |
|                                                       | Wyborcza Akcja Katolicka                                          | 22 946 | 9,74  | 1       | Stanisław Rakoczy          |
|                                                       | Unia Demokratyczna                                                | 18 913 | 8,03  | 1       | Stanisław Żurowski         |
|                                                       | Konfederacja Polski Niepodległej                                  | 17 564 | 7,45  | 1       | Henryk Opilo               |
|                                                       | Polskie Stronnictwo Ludowe Sojusz Programowy                      | 17 480 | 7,42  | 1       | Bronisław Dutka            |
|                                                       | Partia Chrześcijańskich Demokratów                                | 12 822 | 5,44  | –       |                            |
|                                                       | Kongres Liberalno-Demokratyczny                                   | 9593   | 4,07  | –       |                            |
|                                                       | Sojusz Lewicy Demokratycznej                                      | 8150   | 3,46  | –       |                            |
|                                                       | Chrześcijańska Demokracja                                         | 6168   | 2,62  | –       |                            |
|                                                       | Komitety Obywatelskie                                             | 4934   | 2,09  | –       |                            |
|                                                       | Polska Partia Przyjaciół Piwa                                     | 4695   | 1,99  | –       |                            |
|                                                       | Stronnictwo Demokratyczne                                         | 3505   | 1,49  | –       |                            |
|                                                       | Unia Polityki Realnej                                             | 3008   | 1,28  | –       |                            |
|                                                       | Wyborczy Blok Mniejszości                                         | 2042   | 0,87  | –       |                            |
|                                                       | Blok Ludowo-Chrześcijański                                        | 1696   | 0,72  | –       |                            |
|                                                       | Zdrowa Polska - Sojusz Ekologiczny                                | 1557   | 0,66  | –       |                            |
|                                                       | Ruch Chrześcijańsko-Społeczny „Przymierze”                        | 1552   | 0,66  | –       |                            |
|                                                       | Polska Partia Ekologiczna – Zieloni                               | 1393   | 0,59  | –       |                            |
|                                                       | Koalicja Polskiej Partii Ekologicznej i Polskiej Partii Zielonych | 944    | 0,40  | –       |                            |
|                                                       | Mniejszość Niemiecka                                              | 372    | 0,16  | –       |                            |
|                                                       | Polski Związek Zachodni                                           | 300    | 0,13  | –       |                            |
| Frekwencja: 52,54% Źródło: Państwowa Komisja Wyborcza |                                                                   |        |       |         |                            |